# Craspedosis effusa
Craspedosis effusa là một loài bướm đêm trong họ Geometridae.